# Dicrodiplosis californica
Dicrodiplosis californica är en tvåvingeart som beskrevs av Ephraim Porter Felt 1912. Dicrodiplosis californica ingår i släktet Dicrodiplosis och familjen gallmyggor. Inga underarter finns listade i Catalogue of Life.